# Большая воловья птица
Большая воловья птица (лат. Molothrus oryzivorus) — крупная птица из рода коровьих трупиалов, единственный вид рода, который встречается в глухих джунглях (населяет весь бассейн Амазонки). В размножении использует гнездовой паразитизм, то есть самки подкидывают свои яйца другим птицам, как правило, Oropendola и чёрным кассикам. Яйца у больших воловьих птиц двух типов: белёсые без точек и светло-голубые (светло-зелёные) с тёмными точками-крапинами. В чужом гнезде большая воловья птица яйца и птенцов хозяина не уничтожает. Обычно на поиски подходящего гнезда уходит довольно много времени, так как их хозяева живут колониями и активно защищают своё жилище.
Обитает в северной части Южной Америки, кроме востока Бразилии, запада Перу и юго-запада Эквадора; вдоль восточных побережий всех стран Центральной Америки вплоть до южной Мексики; на островах Тринидад и Тобаго, небольшие популяции иногда встречаются на отдельных островах Вест-Индии. Питается насекомыми, реже семенами, особенно рисом, из-за чего одно из её бытовых названий — рисовый кассик. В Бразилии большая воловья птица была замечена на капибарах, где поедала атаковавших их слепней.
Самец имеет в длину 36 сантиметров и весит 180 грамм, окрас — чёрный радужный от клюва до хвоста, большой хвост и клюв, голова маленькая, на ней поднимающийся гребешок. Самка имеет в длину 28 сантиметров и весит 135 грамм, окрас тоже чёрный, но менее переливчатый, гребень отсутствует, из-за чего голова кажется ещё меньше. Птенцы имеют чёрно-коричневый оттенок, клюв бледный. Они вылупляются быстрее «хозяйских детей» и начинают склёвывать разных насекомых гнезда, в том числе личинок овода Philornis sperophila, которые опасны для «родных» птенцов, так как у них более тонкие пух и кожа, чем у более сильного птенца-подкидыша.